# Chebsaurus algeriensis
Chebsaurus algeriensis (arb."Reptil adolescente de Argelia") es la única especie conocida del género extinto Chebsaurus de dinosaurio saurópodo eusaurópodo, que vivió a mediados del período Jurásico, hace aproximadamente 172 millones de años, en el Bajociano, en lo que es hoy África. Sus restos se han encontrado en Rouis El Djir mount, Oulakak, Sfissifa daïra, Naama wilaya, en los Montes Atlas occidentales, desierto del Sahara, Argelia. Se calcula que llegó a medir 9 metros de largo y pesar 4 toneladas.
El nombre proviene del árabe Cheb, forma coloquial de nombrar a los adolescentes en la zona, debido a que el ejemplar era un espécimen juvenil. El la publicación original, de Mahammed et al, le da al Chebsaurus el apodo de "Gigante de Ksour". El esqueleto, pertenece a un cetiosáurido, que incluye material craneal, brinda información sobre la historia de los saurópodos antes de la radiación de los neosaurópodos.